# موندگودندان
موندگودندان (نام علمی: Mondegodon) نام یک سرده از راسته میان‌پنجه‌سانان است.